# Pothyne postcutellaris
Pothyne postcutellaris är en skalbaggsart som beskrevs av Stefan von Breuning 1964. Pothyne postcutellaris ingår i släktet Pothyne och familjen långhorningar.
Artens utbredningsområde är Laos. Inga underarter finns listade i Catalogue of Life.